# Charles-Noël Barbès
Pour l’article homonyme, voir Barbès.
 (novembre 2024).
Si vous disposez d'ouvrages ou d'articles de référence ou si vous connaissez des sites web de qualité traitant du thème abordé ici, merci de compléter l'article en donnant les références utiles à sa vérifiabilité et en les liant à la section « Notes et références ».
Charles-Noël Barbès, né le 25 décembre 1914 à Hull et mort le 8 juin 2008, est un avocat et homme politique québécois.

## Biographie
Né à Hull en Outaouais, M. Barbès devient député du Parti libéral du Canada dans la circonscription fédérale de Chapleau en 1957. Il est défait en 1958 par le progressiste-conservateur Jean-Jacques Martel.